# Søvik, Møre og Romsdal
Søvik är en tätort i Harams kommun i Møre og Romsdal fylke i västra Norge. Orten ligger vid fylkesväg 527, på östra sidan av Vigrafjorden, i den västra delen av kommunen.